# Гонав (острів)
Гонав (гаїт. креол. Lagonav, фр. Île de la Gonâve) — острів біля узбережжя Гаїті, розташований на захід-північний захід від Порт-о-Пренса в затоці Гонаїв. Це найбільший із островів-супутників острова Гаїті. Острів є округом (арондісман) в Західному департаменті і включає в себе муніципалітети Анс-а-Галетс і Пуент-а-Ракетт. Індіанці таїно називали острів Гуанабо.

## Географія

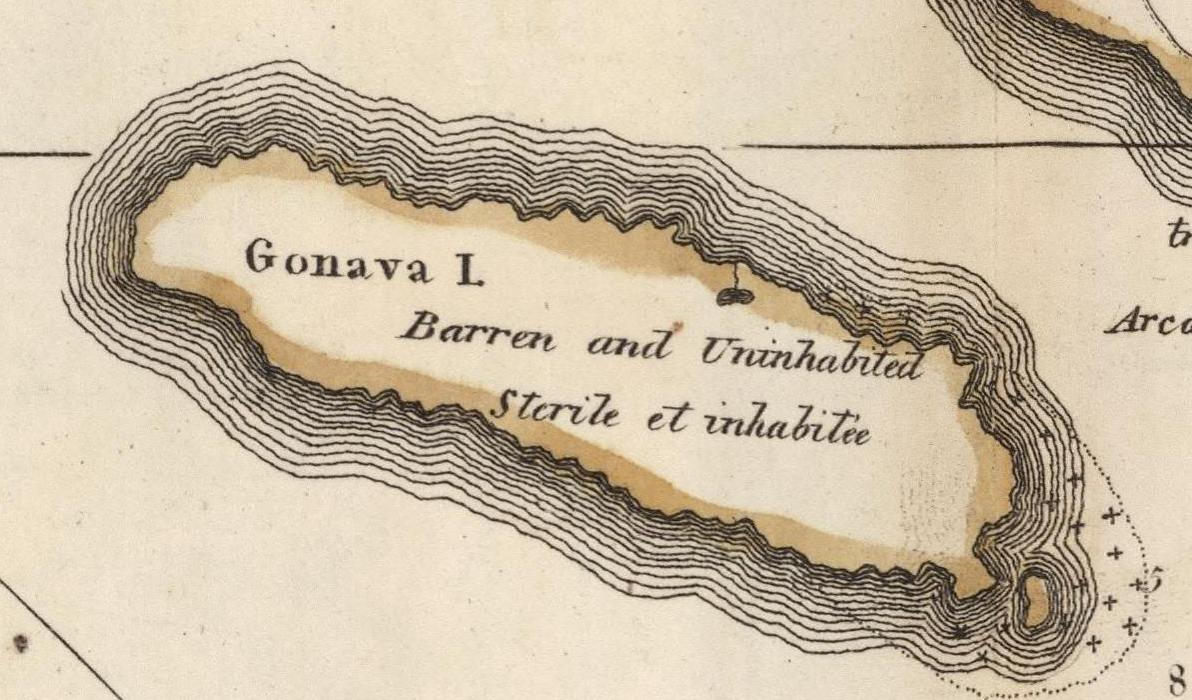
Карта острова Гонаве 1818 року.

Острів Гонав, облямований рифами, складається переважно з вапняку, завдовжки 60 км і завширшки 15 км. Острів займає площу 743 км2. Острів переважно безлюдний і горбистий, найвища точка досягає 778 м над рівнем моря.
Безплідний, сухий ґрунт довгий час перешкоджав розвитку сільського господарства на острові. Під час колоніального періоду острів був незаселений колоністами, що змусило корінних індіанців таїно шукати там прихисток після битв з іспанцями. У французький період тут іноді переховувалися раби-втікачі.

## Історія
У 1926 році сержант Корпусу морської піхоти США Фостін Віркус (1896—1945) був проголошений жителями острова королем Фостіном II. Його правління тривало до 1929 року, коли він повернувся до США.
В середині 1980-х років британський співак Кліфф Річард написав пісню «La Gonave» для допомоги людям острова. Він включений до його альбому The Rock Connection.
Доки острова були пошкоджені землетрусом 2010 року.

## Відомі жителі
- Фостін Віркус — король Гонава (Фостін II)
- Ті Мемен з Гонава — королева Гонава